# NGC 961
NGC 961 في الفهرس العام الجديد، هي مجرة، تقع في كوكبة قيطس. اكتشفت في 27 نوفمبر 1880 بواسطة إدوارد ستيفان.

## روابط خارجية
- NGC 961 على موقع ويكي سكاي: DSS2, SDSS, GALEX, IRAS, Hydrogen α, X-Ray, Astrophoto, Sky Map, Articles and images